# パロルド
パロルド（伊: Paroldo）は、イタリア共和国ピエモンテ州クーネオ県にある、人口約200人の基礎自治体（コムーネ）。

## 地理

### 位置・広がり
| 隣接するコムーネは以下の通り。 - チェーヴァ - モンバルカーロ - ムラッツァーノ - ロアーショ - サーレ・サン・ジョヴァンニ - トッレジーナ |

#### 地震分類
イタリアの地震リスク階級 (it) では、4 に分類される
。